# Isoda Chōshū
Isoda Chōshū (japanisch 磯田 長秋; geboren 5. Mai 1880 in Tokio; gestorben 25. Oktober 1947) war ein japanischer Maler der Nihonga-Richtung.

## Leben und Werk
Isoda Chōshū, ein geborener Uchida, wurde 1889 von der Familie Isoda adoptiert. Er begann seine malerische Ausbildung unter Shiba EishŌ (芝 永章), einem Maler in der Nachfolge der Kanō-Schule, wechselte dann zu Kobori Tomoto (1864–1931), einem Vertreter der Nihonga-Schule in Kyōto. 1898 beteiligte er sich mit anderen Schülern Koboris, darunter Yasuda Yukihiko, an der Gründung der Vereinigung „Shikō-kai“ (紫紅会). 1902 beteiligte er sich an der Gründung der „Rekishi Fūzokuga Kenkyūkai “ (歴史風俗画研究会), einer Gesellschaft zur Erforschung der Genremalerei geschichtlicher Themen. Auf deren Ausstellungen gewann er eine Reihe von Preisen.
1907 wurde sein Bild „Kusu Masashige“ (楠正成), das Kusunoki Masashige, einen japanischen Kriegshelden darstellt, auf der ersten „Bunten“-Ausstellung angenommen. Im selben Jahr beteiligte er sich an der Gründung der „Kokuga gyokusei-kai“ (国画玉成会). Auf der „Bunten“ 1912 und 1913 fanden sein Bilder Anerkennung, auf der von 1915 gewann er einen Sonderpreis. 1926 wurde er Mitglied des„Teiten“-Komitees. Bereits 1923 wirkte Isoda mit bei der Gründung der Künstlergemeinschaft „Kakushin Nihonga-kai“ (革新日本画会) als Organisator mit. 1931 war er auf der Ausstellung japanische Malerei 1931 in Berlin zu sehen.
Isoda malte Bilder mit geschichtlichem Hintergrund, insbesondere Schlachtenbilder. Beispiele sind „Mutsu Ryōzen ni yoru Kitabatake Akiie“ (陸奥霊山によれる北畠頭家) – „Kitabatake Akiie am Berg Ryōzen in der Provinz Mutsu“ und „Meiji-jing zōei-shi emakimono nijūnana dai“ (明治神宮造営史大絵巻物二七題) – „Geschichte des Baus des Meiji-Schreins, Bildrolle in 27 Bildern“.

## Bilder

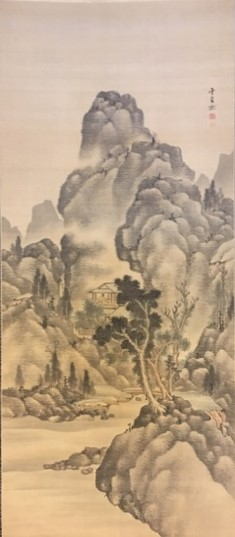
Landschaft
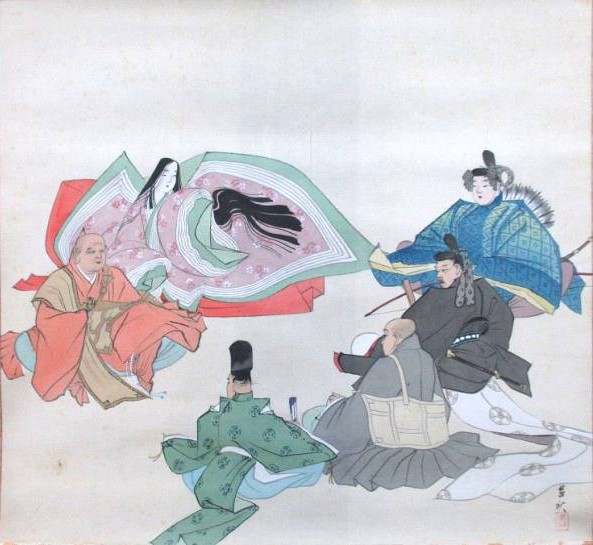
Albumblatt
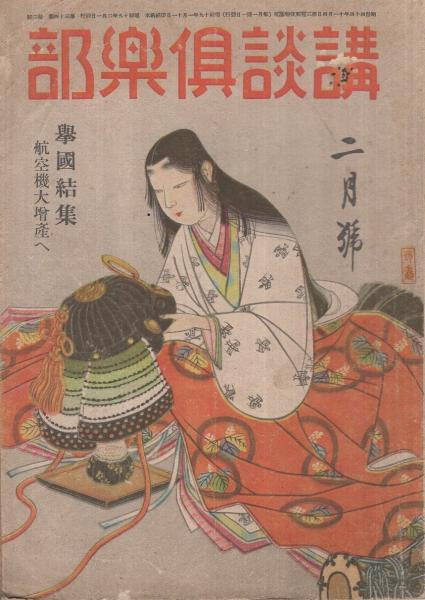
Titelblatt
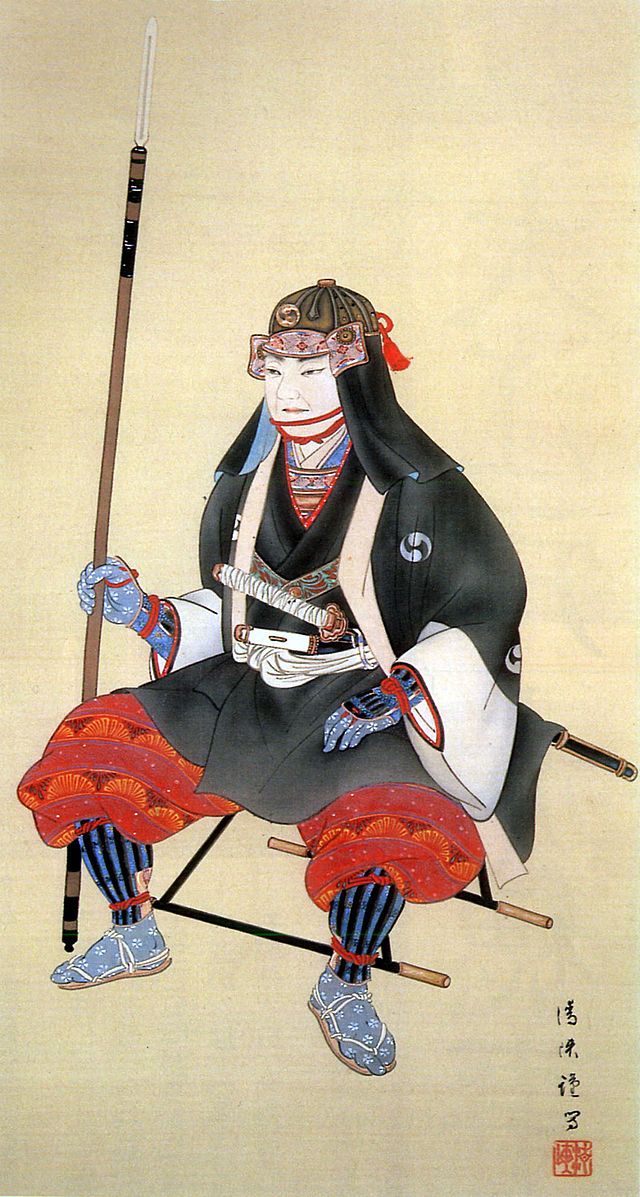
Ōishi Yoshio
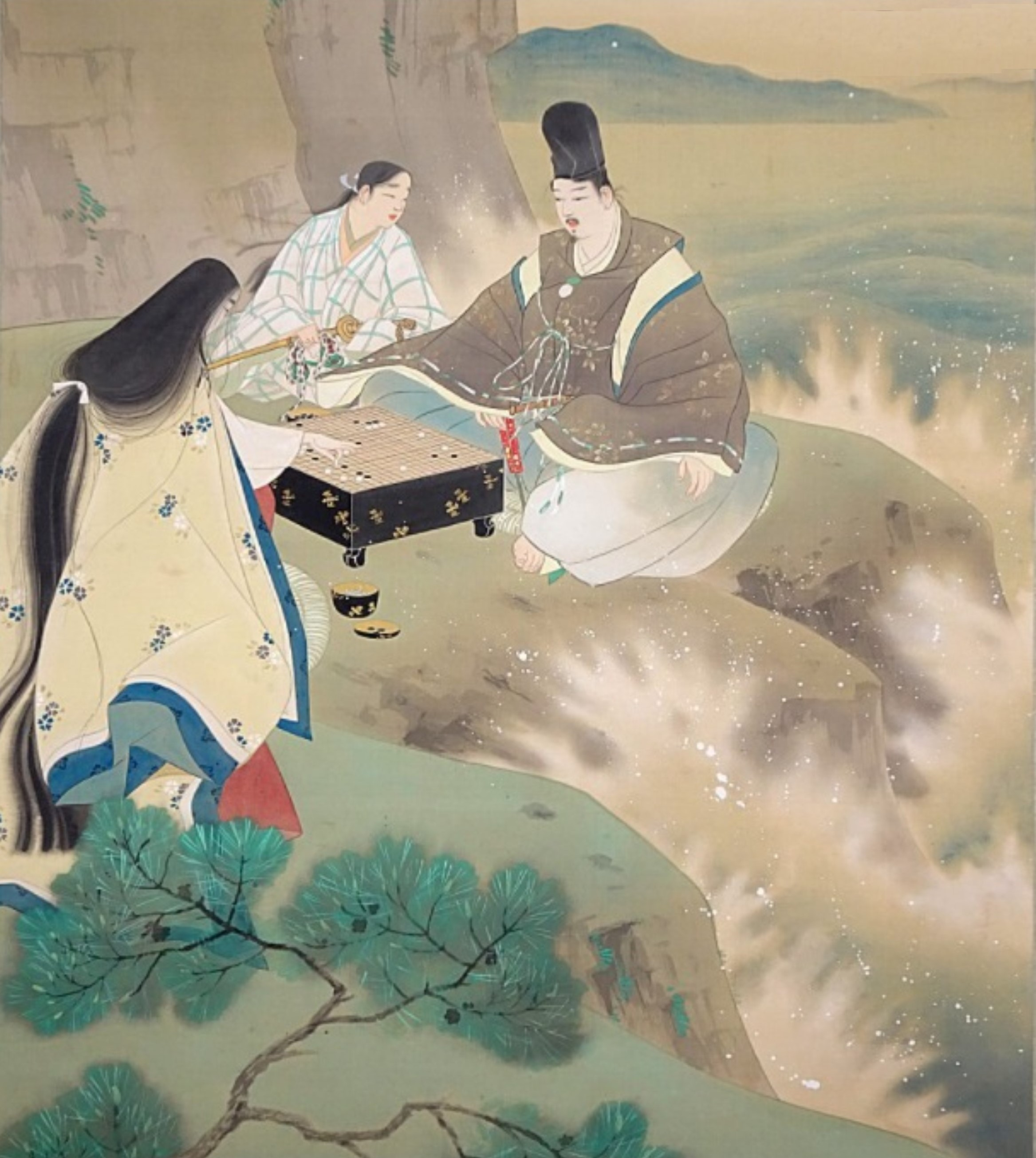
Yoritomo in Izu

## Erläuterungen
1. ↑  Titelblatt einer Ausgabe der Zeitschrift „Kōdansha Club“.
2. ↑  Ōishi Yoshio war der Anführer der 47 Samurai.
3. ↑  Yoritomo no Minamoto im Exil in der Provinz Izu.